# Siro-malankarska katolička Crkva
Siro-malankarska katolička Crkva (malajalamski:  മലങ്കര സുറിയാനി കത്തോലിക്കാ സഭ) je jedna od Istočnih katoličkih Crkava, antiohijskog obreda, koja se nalazi u punom zajedništvu s rimskim papom. Crkva je službeno osnovana 1930. godine.

## Povijest
Kršćanstvo dolazi u Indiju još u prvom stoljeću, preko sv. Tome koji je, 52. godine donio kršćanstvo u južnu Indiju. U početku je postojala privremena administracija Crkve, za koju su skrbili svećenici u Kerali. Po dolasku misionara u 17. stoljeću u Indiju dolazi do prvih raskola. Jedna skupina starih kršćana odvaja se od Katoličke Crkve i pristupa Pravoslavnoj Crkvi. No vraćaju se 1930. godine, ali zadržavajući svoje obrede. Crkva danas broji oko 400.000 vjernika.

## Poveznice
- Siro-malabarska katolička Crkva